# II. Alekszandr tveri nagyfejedelem
II. Alekszandr Ivanovics (oroszul Александр Иванович), (kb. 1379 – 1425. október 26.) Tver nagyfejedelme 1425 májusától októberéig.

## Élete
Alekszandr Iván Mihajlovics tveri nagyfejedelem második fia volt. Születésének pontos ideje nem ismert, a krónikák először 1390–ben említik, amikor a fejedelem a Tverbe látogató Kiprián metropolitát fogadta.
Mihail nagyapja 1399–es halálakor úgy rendelkezett, hogy apjával közösen vegyen részt Tver és más kisebb városok irányításában, de apja ennek ellenére ekkor még nem vonta be az uralkodásba.
1402–ben Holm részfejedelme lett. Rendszeresen részt vett apja vállalkozásaiban. 1403–ban a tveri hadak élén megszállta Kasin városát. Apja nevében kétszer is (1401–ben és 1411–ben) tárgyalt Vytautas litván nagyfejedelemmel.
Iván nagyfejedelem 1425 májusában pestisben elhalálozott. Utóda Alekszandr lett, de októberben ő is megbetegedett és meghalt. Őt huszonöt éves Jurij fia követte a trónon, akit még abban az évben szintén elvitt a járvány. Az öröklési rendből jól látszik hogy Tverben ekkorra már feladták az ősi szeniorátust és az elsőszülöttségi elv alapján adódott tovább a fejedelmi cím. 

## Családja
Alekszandr a molozsi részfejedelem Fjodor Mihajlovics lányát vette feleségül (neve nem ismert). Három fiuk született: 
- Jurij (kb 1400 – 1425) Tver nagyfejedelme
- Borisz (†1461) Tver nagyfejedelme
- Jaroszláv (†1435) gorogyecki részfejdelem

## Fordítás
- Ez a szócikk részben vagy egészben  a(z)   Александр Иванович című orosz Wikipédia-szócikk ezen változatának fordításán alapul.  Az eredeti cikk szerkesztőit annak laptörténete sorolja fel. Ez a jelzés csupán a megfogalmazás eredetét és a szerzői jogokat jelzi, nem szolgál a cikkben szereplő információk forrásmegjelöléseként.